# CineForm
CineForm Intermediate est un codec vidéo open source (depuis octobre 2017) développé pour CineForm Inc par David Taylor, David Newman et Brian Schunck. Le 30 mars 2011, la société a été acquise par GoPro qui souhaitait notamment utiliser les capacités de film 3D du codec CineForm 444 pour son système 3D HERO.
Le communiqué de presse concernant l'acquisition de GoPro indiquait que le codec de CineForm avait été utilisé dans des films tels que Slumdog Millionaire et Need For Speed,,.

## Histoire
Le codec intermédiaire CineForm a été conçu à l'origine en 2002 pour les flux de travail intermédiaires numériques compressés pour les applications de cinéma ou de télévision utilisant des supports HD ou à résolution supérieure. Le média CineForm est le plus souvent encapsulé dans des types de fichiers AVI ou MOV, en utilisant le code FourCC « CFHD » pour tous les types de média compressés.
Les implémentations prennent en charge le formatage d'images en YUV 4:2:2 à 10 bits, en RGB et RGBA 4:4:4 à 12 bits, ainsi qu'en compression RAW avec filtre Bayer CFA à 12 bits (comme utilisé avec la caméra Silicon Imaging SI-2K)
Toute compression est basée sur un noyau de compression par ondelettes réversible en nombres entiers, avec un quantificateur non linéaire pour augmenter la compression. Les taux de compression des données varient généralement de 10:1 à 3,5:1, en fonction des paramètres de qualité. Un mode non compressé prend en charge les fichiers RAW.
Le codec utilise une conception de qualité constante, de sorte que le débit de données varie en fonction des données d'image source. Il partage certaines propriétés avec d'autres codecs wavelet, comme JPEG 2000, mais il échange une certaine efficacité de compression (tailles de fichiers plus grandes) contre de meilleures performances de décodage et d'encodage. CineForm est disponible uniquement sur les plates-formes Mac OS et Microsoft Windows, cependant un SDK Linux est disponible. FFmpeg est également capable de décoder et d'encoder des fichiers CineForm.
Le format DPC (également connu sous le nom de DPX-C) est un en-tête de fichier DPX avec ou sans partie d'image DPX non compressée qui contient uniquement une miniature. Un échantillon CineForm compressé est joint à ce fichier, contenant l'image compressée en ondelettes. Le format est utilisé en post-production lorsque les fichiers CineForm sont rendus. Les outils peuvent diviser les fichiers CineForm AVI ou MOV en séquences de fichiers DPC, et vice versa, pour réassembler les fichiers CineForm MOV et AVI à partir de séquences DPC. Ces étapes copient simplement les données et ne réencodent pas les images, elles sont donc rapides et ne provoquent pas d'artefacts de recompression itérative.
Des plugins pour les systèmes de composition Blackmagic Fusion et The Foundry Nuke sont disponibles pour lire et écrire CineForm de manière native. Ces plugins ont été développés par Magna Mana Production.
CineForm est stable face à la recompression itérative.
Par rapport au JPEG2000, CineForm a un débit de données légèrement supérieur à des PSNR (rapports signal/bruit de pointe) similaires avec l'avantage d'un codage/décodage jusqu'à 7 fois plus rapide.
Selon un communiqué de presse de GoPro, SMPTE a normalisé le codec CineForm en tant que norme de compression vidéo SMPTE ST 2073 VC-5. En pratique, la spécification VC-5 ne fournissait pas suffisamment d'informations pour décoder les fichiers Cineform et une rétro-ingénierie était nécessaire.
GoPro a publié CineForm en open source en octobre 2017 , sous double licence MIT et Apache License 2.0